# بانل نیکولیتسا
بانل نیکولیتسا (رومانیایی: Bănel Nicoliță؛ زادهٔ ۷ ژانویهٔ ۱۹۸۵) بازیکن سابق و مربی فوتبال اهل رومانی است.
از باشگاه‌هایی که در آن بازی کرده‌است می‌توان به باشگاه فوتبال نانت، باشگاه فوتبال سن-اتین، آ.اس.آ ترگو مورش، باشگاه فوتبال آریس لیماسول، و باشگاه فوتبال استوا بخارست اشاره کرد.
وی همچنین در تیم‌های ملی فوتبال زیر ۲۱ سال رومانی و رومانی بازی کرده‌است.